# Chiesa di San Francesco (Tavagnacco)
La chiesa di san Francesco è l'antica parrocchiale di Branco, frazione di Tavagnacco, in provincia ed arcidiocesi di Udine.

## Storia

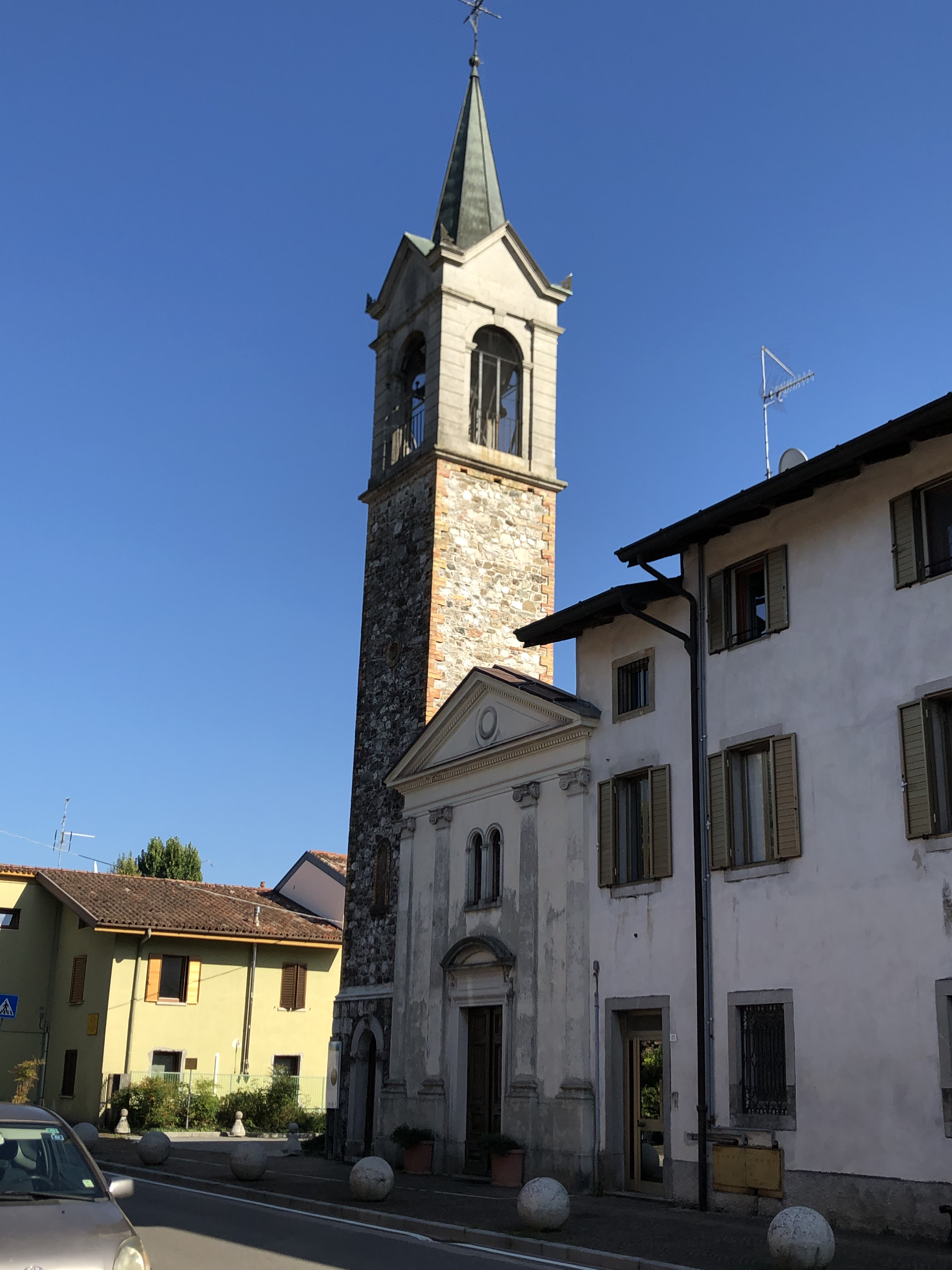
La chiesa e il campanile visti dalla via

Francesco Ettoreo di Udine, proprietario terriero in Branco, fece costruire nel 1689 un oratorio dedicato a San Francesco. La struttura originaria dell'edificio consisteva in due corpi di fabbrica di diversa altezza con coro e sacrestia. Agli inizi del XIX secolo, estintisi gli Ettorei, l'oratorio passò in eredità ai Fontanini che, a quanto pare, lasciarono andare in rovina la chiesa. Nel 1831 divenne di proprietà della comunità di Branco, che ne iniziò i lavori di ristrutturazione. L'aspetto attuale dell'edificio risale agli anni Sessanta, quando l'aumento della popolazione rese necessario l'ultimo ampliamento.